# Liste der Einträge im National Register of Historic Places im Nacogdoches County
Die Liste der Registered Historic Places im Nacogdoches County führt alle Bauwerke und historischen Stätten im texanischen Nacogdoches County auf, die in das National Register of Historic Places aufgenommen wurden.

## Aktuelle Einträge
| Lfd. Nr. | Name im NRHP                                | Bild | Datum der Eintragung | Adresse/Lage                                                                                           | Ort         | NRHP-ID  | Beschreibung |
| -------- | ------------------------------------------- | ---- | -------------------- | --- | ----------- | -------- | ------------ |
| 1        | Adolphus Sterne House                       |      | 13. Nov. 1976        | 211 S. Lanana St.                                                                                      | Nacogdoches | 76002053 |              |
| 2        | Cotton Exchange Building, Old               |      | 14. Feb. 1992        | 305 E. Commerce St.                                                                                    | Nacogdoches | 92000008 |              |
| 3        | Durst-Taylor House                          |      | 21. Aug. 2003        | 304 North St.                                                                                          | Nacogdoches | 03000808 |              |
| 4        | Eugene H. Blount House                      |      | 14. Feb. 1992        | 1801 North St.                                                                                         | Nacogdoches | 92000014 |              |
| 5        | Hayter Office Building                      |      | 14. Feb. 1992        | 112 E. Main St.                                                                                        | Nacogdoches | 92000010 |              |
| 6        | Hoya Land Office Building                   |      | 14. Feb. 1992        | 120 E. Pilar St.                                                                                       | Nacogdoches | 92000015 |              |
| 7        | Maria A. Davidson Apartments                |      | 14. Feb. 1992        | 214 S. Fredonia St.                                                                                    | Nacogdoches | 92000009 |              |
| 8        | Nacogdoches Downtown Historic District      |      | 29. Mai 2008         | Roughly bounded by Southern Pacific RR tracks, Banita Cr., Pilar, Mound, Arnold, North & Hospital Sts. | Nacogdoches | 08000478 |              |
| 9        | Oil Springs Oil Field Discovery Well        |      | 23. Nov. 1977        | 4 mi. SE of Woden                                                                                      | Woden       | 77001461 |              |
| 10       | Old Nacogdoches University Building         |      | 21. Juni 1971        | Washington Sq.                                                                                         | Nacogdoches | 71000956 |              |
| 11       | Old Post Office Building                    |      | 14. Feb. 1992        | 206 E. Main St.                                                                                        | Nacogdoches | 92000011 |              |
| 12       | Roberts Building                            |      | 14. Feb. 1992        | 216 E. Pilar St.                                                                                       | Nacogdoches | 92000016 |              |
| 13       | Roland Jones House                          |      | 14. Feb. 1992        | 141 N. Church St.                                                                                      | Nacogdoches | 92000007 |              |
| 14       | Southern Pacific Railroad Depot             |      | 14. Feb. 1992        | 500 W. Main St.                                                                                        | Nacogdoches | 92000013 |              |
| 15       | Stephen William and Mary Price Blount House |      | 30. Jan. 1991        | 310 N. Mound St.                                                                                       | Nacogdoches | 90002180 |              |
| 16       | Sterne-Hoya Historic District               |      | 14. Feb. 1992        | 100--200 blocks of S. Lanana St., 500 block of E. Main St. (S side), 500 block of E. Pilar St.         | Nacogdoches | 92000017 |              |
| 17       | Tol Barret House                            |      | 27. Juli 1979        | S of Nacogdoches                                                                                       | Nacogdoches | 79002998 |              |
| 18       | Virginia Avenue Historic District           |      | 14. Feb. 1992        | 500 block of Bremond (W side), 500--1800 blocks of Virginia Ave., 521 Weaver                           | Nacogdoches | 92000018 |              |
| 19       | Washington Square Historic District         |      | 14. Feb. 1992        | Roughly bounded by Houston, Logansport, N. Lanana, E. Hospital and N. Fredonia Sts.                    | Nacogdoches | 92000019 |              |
| 20       | Woodmen of the World Building               |      | 14. Feb. 1992        | 412 E. Main St.                                                                                        | Nacogdoches | 92000012 |              |
| 21       | Zion Hill Historic District                 |      | 7. Jan. 1993         | Roughly bounded by Park St., Lanana Cr., Oak Grove Cemetery and N. Lanana St.                          | Nacogdoches | 92001759 |              |